# 会津

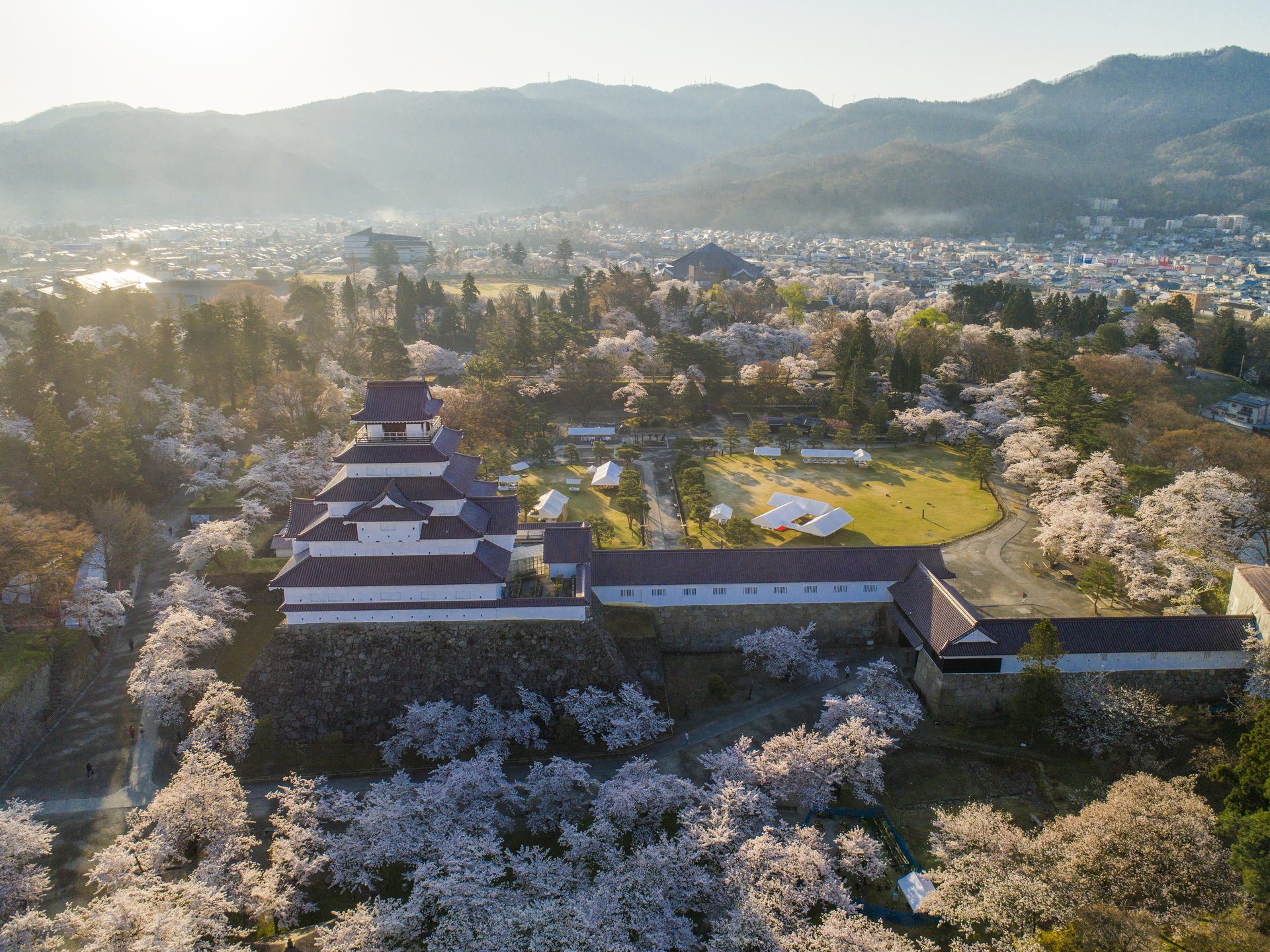
会津藩時代からの中心都市、若松にある鶴ヶ城

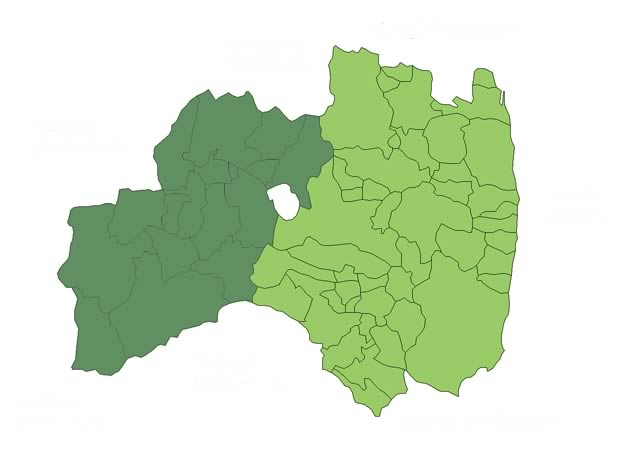
濃い緑の部分が会津

会津（あいづ）は、福島県の西部に当たり、西に越後山脈と東に奥羽山脈に挟まれた日本海側内陸の地域である。福島県は2つの山地（奥羽山脈と阿武隈高地）によって区切られており、西から順に会津地方・中通り・浜通りの3地域に区分される。
なお、福島弁では「あいづ」と「い」にアクセント核が置かれる。会津地方の方言としては会津弁が話される。

## 概要

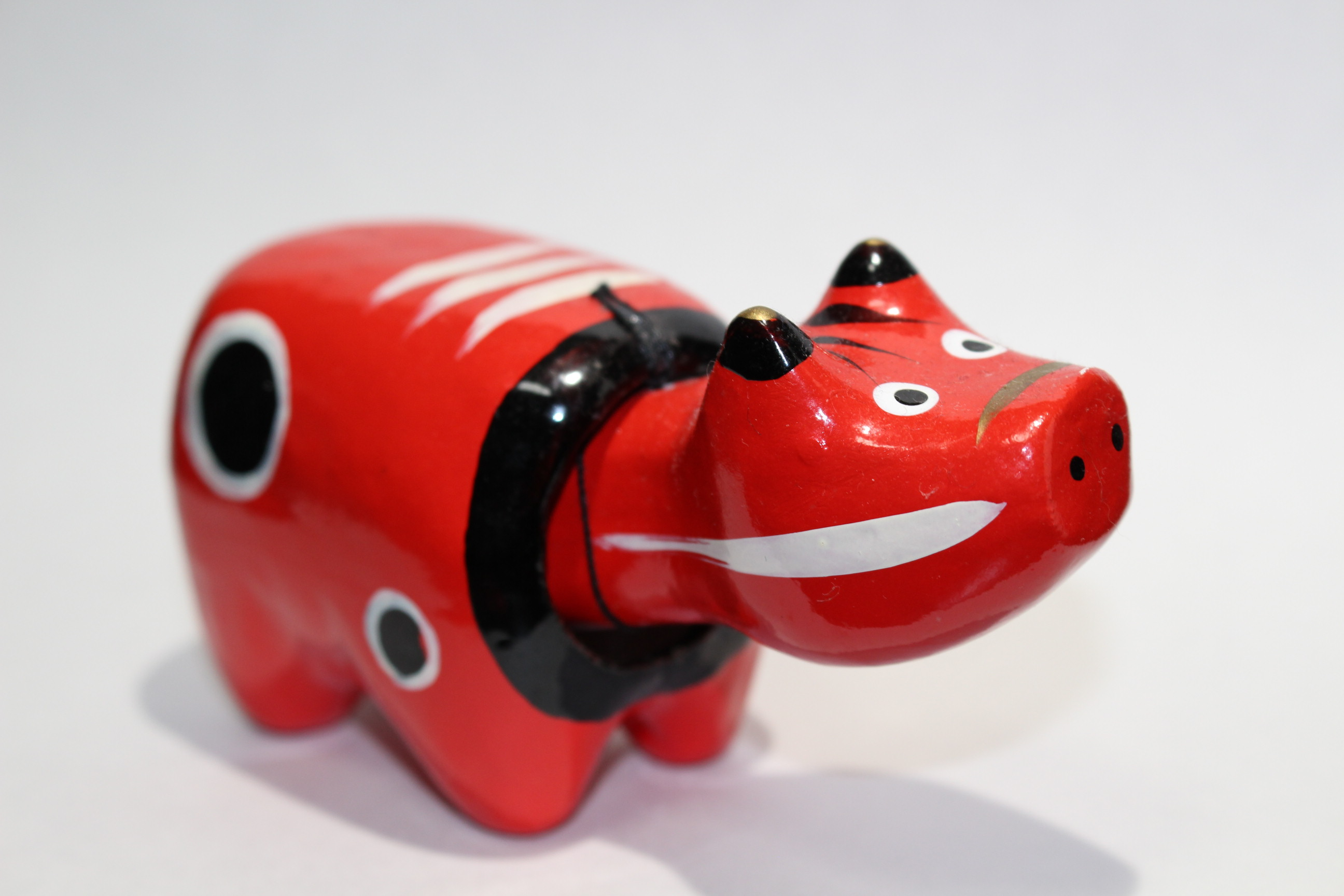
郷土玩具の赤べこ

福島県を奥羽山脈と阿武隈高地の2つの尾根線の概ねの境界で分けた、「会津地方」「中通り」「浜通り」の3つの地域の内の1つ。会津盆地を中心として、東は奥羽山脈、西は越後山脈、南は下野山地（帝釈山脈、大佐飛山地を含む）、北は飯豊山地に囲まれた山岳地帯である。地方中心地は会津若松市。
『古事記』によれば、古くは相津と書いたという。崇神天皇の時代、諸国平定の任務を終えた四道将軍大毘古命と建沼河別命（たけぬなかわわけのみこと）の親子が、この地で合流したことに由来する。会津美里町の伊佐須美神社縁起にも同様の伝承がある。

### 位置
東北地方の内陸盆地と太平洋沿岸のほとんどを含む旧陸奥国に含まれるが、会津地方は分水嶺である奥羽山脈の西側に位置しているため、川は日本海に注ぎ、気候も日本海側気候を呈する。
天気予報における「会津」とは、会津若松市に所在する福島地方気象台若松観測所を指す。
会津地方の面積は広大で、愛知県や千葉県の県全体の面積より大きい。

### 産業

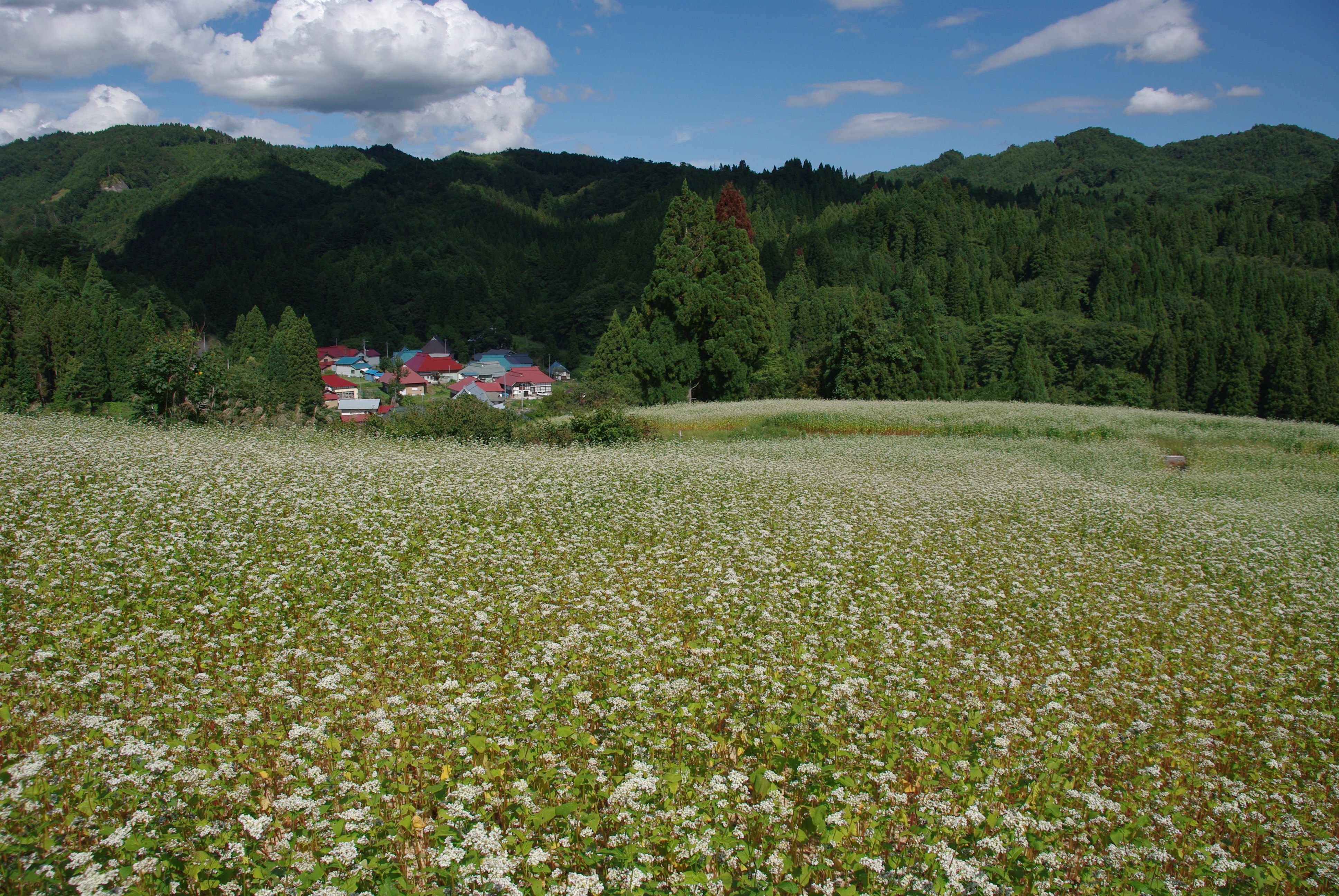
そば（山都そば）の名産地として知られる山都

冬は豪雪地帯となるため、商店街に雁木が設置されるほどであるが、一方でスキー場に多くの来客がある。逆に夏季はフェーン現象で昼間は高温となるため、会津高原や裏磐梯などの高原での避暑、猪苗代湖の湖水浴が盛んとなり、アウトドアレジャーに訪れる観光客で賑わう。
盆地を中心に稲作が盛んで、コシヒカリ等が栽培されていてる穀倉地帯である。盆地の周辺では蕎麦の生産が多く、喜多方市山都町や猪苗代などに代表される蕎麦所もある。
特産物として会津漆器や赤べこ、粟饅頭、観光名所として会津五薬師、会津五桜などが知られる。また近年は白虎隊などのサムライ文化を観光の目玉とする動きも見られる。

### 地理的関係
1914年に磐越西線が開通する前は、阿賀野川の舟運が下越地方（新潟県北部）への交通手段として利用されていた。当時から磐越西線・磐越自動車道沿線では下越地方に、只見線沿線では中越地方（新潟県中部）に、会津鉄道会津線沿線では日光・鬼怒川へ行く会津地方民は多い。しかし、広域交通網が西の新潟（下越地方）からではなく、東の郡山（中通り中部）から順に整備されたことなどから、中通り中部との交流が最も深い。
観光面では、尾瀬を共有する群馬県や新潟県との協力体制が以前からあったが、国道121号を通じて米沢（山形県置賜地方）や日光国立公園（日光・鬼怒川地域）との交流も有る。那須連峰の麓に位置する那須・白河地域（栃木県北東部～中通り南部）へのルートは、2008年以前は三依で分岐する国道400号を経由するルートであった。しかし、2008年に国道289号甲子峠トンネルが開通してからは、那須・白河地域とも観光ルートの形成や協力体制が作られてきている。

### 地形

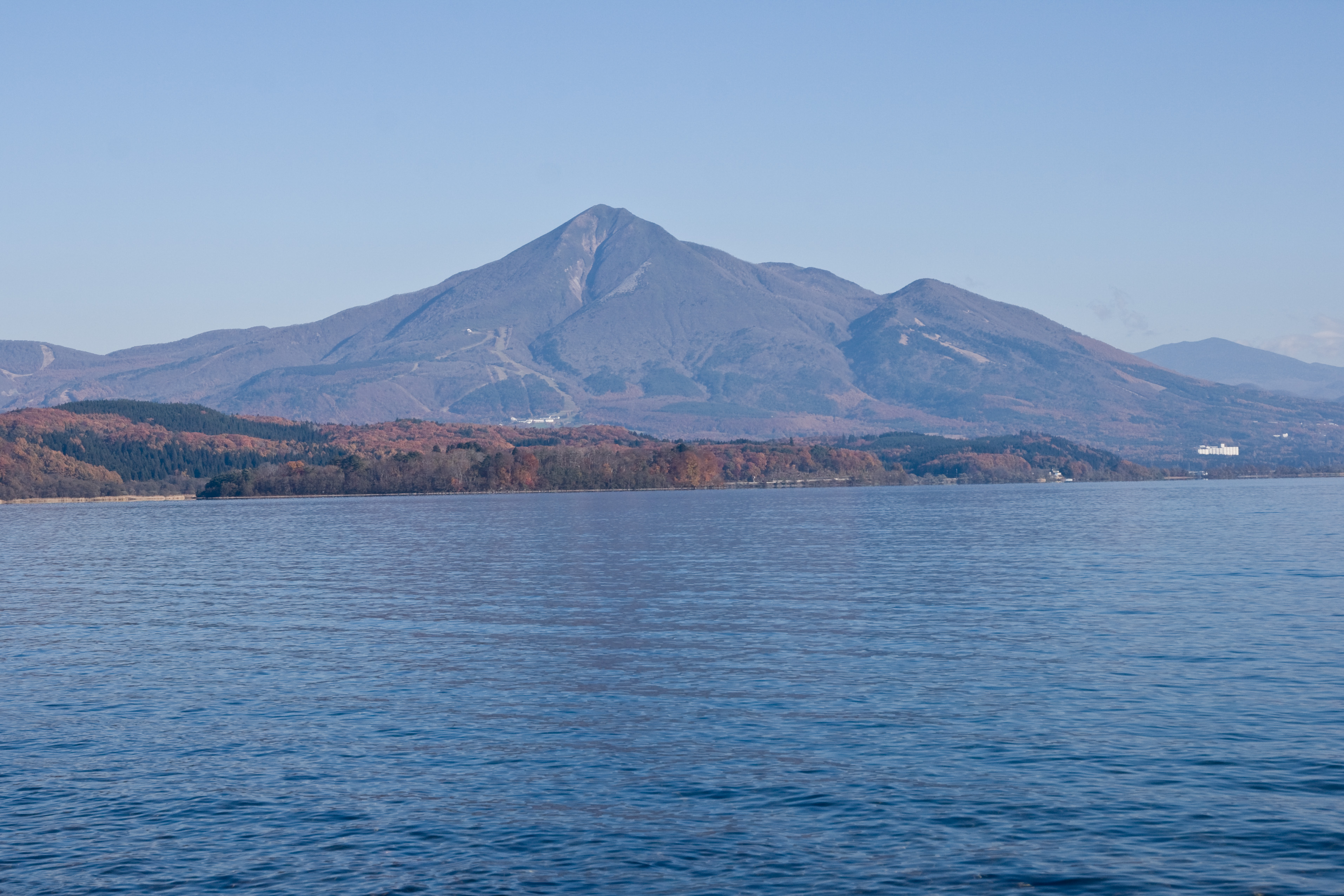
猪苗代湖と磐梯山

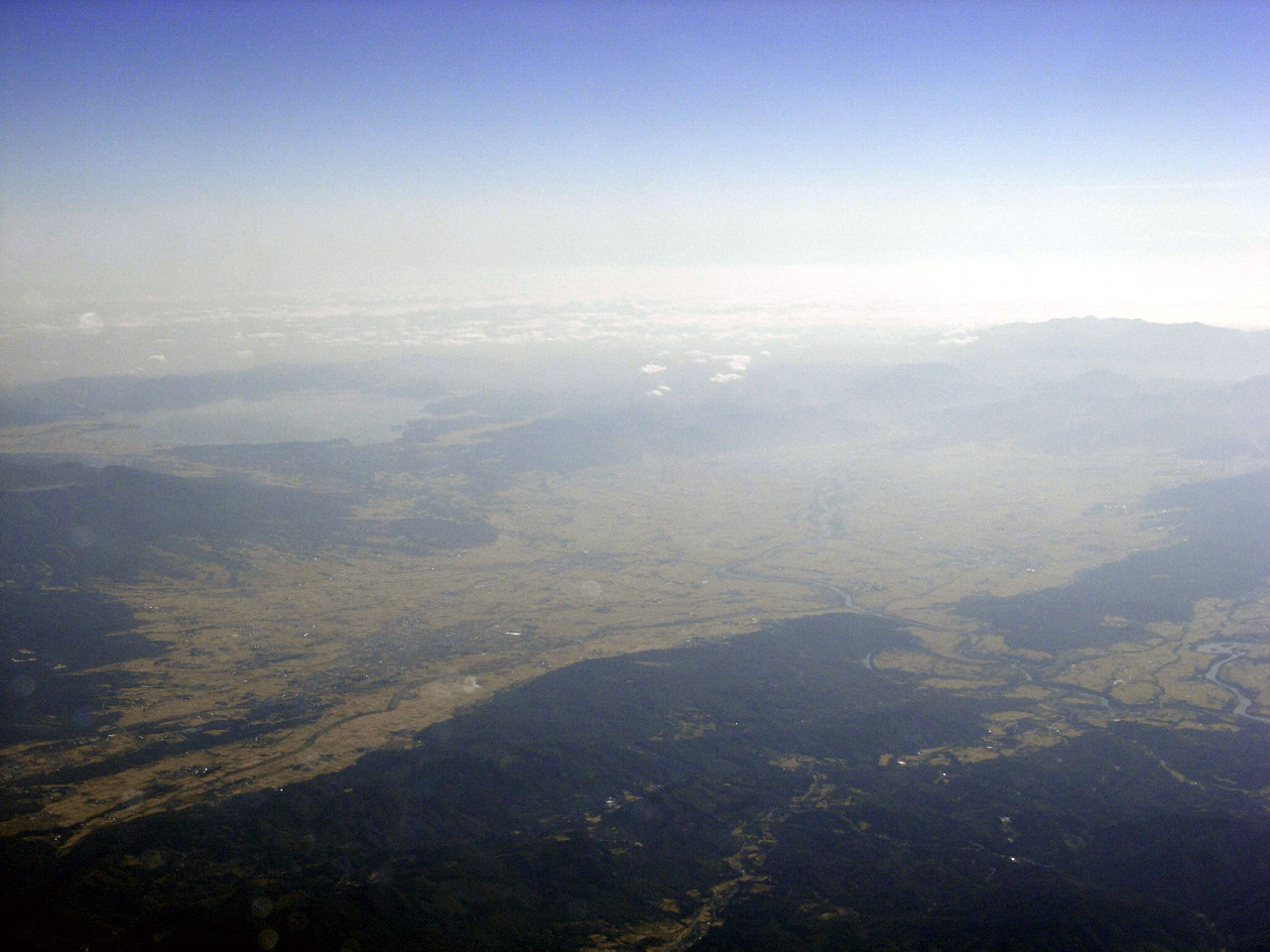
会津盆地と奥は猪苗代湖。右端は阿賀川と只見川合流部付近。開削により河道変更が行われた下流狭窄部の三日月湖が残る。

- 盆地：会津盆地、猪苗代盆地、野沢盆地、田島盆地、只見盆地、布沢盆地
- 高原：磐梯高原（裏磐梯）、会津高原
- 山岳：磐梯山、飯豊山、会津朝日岳、浅草岳、会津駒ヶ岳、燧ヶ岳、帝釈山、博士山
- 河川：阿賀川（大川）、只見川、日橋川、伊南川、野尻川、滝谷川、桧枝岐川
- 湖沼：猪苗代湖、桧原湖、曽原湖、小野川湖、秋元湖、五色沼、雄国沼、沼沢湖
- 温泉：東山温泉、芦ノ牧温泉、湯野上温泉、沼尻温泉、中ノ沢温泉、大塩裏磐梯温泉、熱塩温泉、日中温泉、新鶴温泉、柳津温泉、西山温泉、昭和温泉、宮下温泉、早戸温泉、中川温泉、大塩温泉、湯ノ花温泉、木賊温泉（とくさおんせん）、小豆温泉（あずきおんせん）、桧枝岐温泉
- ダム：奥只見ダム、田子倉ダム、大川ダム、日中ダム、新宮川ダム
- 湿原：尾瀬ヶ原、雄国沼湿原、駒止湿原、矢ノ原湿原、田代山湿原、デコ平湿原
- 自然公園：尾瀬国立公園、磐梯朝日国立公園、日光国立公園、越後三山只見国定公園

## 歴史
律令制度下で陸奥国が設置され、その中の郡の一つとして会津郡が設置された。その後、平安時代に入ってから耶麻郡が分離され、更に大沼郡と河沼郡が分離され、以後は会津郡とこれら3郡を総称して会津四郡と呼ばれることとなる。

### 古代
現在の会津地方は、律令体制下では陸奥国会津郡である。
『古事記』によれば、会津の地に初めて入った中央豪族は、孝元天皇の皇子・大彦命とその子・武渟川別命で、2人が出会ったために「相津」という地名がついたという。
伝承によれば、欽明天皇元年（540年?）に、南梁から青巌（青岩とも）という僧侶が越後の浜に漂着し、阿賀野川を遡って会津の地に至り、庵を結んだのが恵隆寺の始まりとされる。欽明天皇6年（545年?）に青巌は入滅し、舒明天皇6年（634年）、青巌の孫弟子・恵隆が渡来し、斉明天皇4年（658年）には、蓮空が寺名を｢石塔山恵隆寺｣と改称した。
神護景雲3年（769年）には、称徳天皇の時代に、陸奧大国造の道嶋宿禰嶋足の申請により、会津郡人の外正八位下・丈部庭虫と大伴部某に阿倍会津臣の姓が与えられている。
岐阜県揖斐川町にある華厳寺の伝承によれば、約1200年前の会津には「大口大領信満」という豪族がいたという。
平安時代の会津地方は、僧兵数千人を擁する慧日寺が勢力を持ち、寺院統治下の様相を呈していた。
平安時代末期には越後国の城氏が勢力圏としていたが、横田河原の戦いでの敗戦後に奥州藤原氏によって会津の地を追い出されたという。

### 鎌倉時代から安土桃山時代まで
会津で勢力を誇っていた慧日寺は、源平合戦のときに平氏側に付いたため一時衰退することになる。
源頼朝による奥州合戦後、三浦氏一族の佐原氏（後に蘆名氏に改名）に会津地方が恩賞として与えられ、慧日寺に代わって安土桃山時代まで会津地方は黒川（現在の会津若松）を本拠地とする蘆名氏の勢力下に置かれた。この蘆名氏は、常陸太田（後に水戸）を本拠地とする佐竹氏と手を結んで、米沢を本拠地とする伊達氏と対立していた。やがて、蘆名氏が伊達氏に敗れると、会津地方は伊達氏の領土となった。
室町時代には多数の堂宇が建ち並び門前町を形成するまで回復していた慧日寺は、蘆名氏と伊達氏の争いに巻き込まれて、伽藍の殆どを焼失し、勢力を完全に失った。
新たな支配者となった伊達氏も、蘆名氏との合戦が豊臣秀吉の発した惣無事令違反とされ、奥州仕置により会津地方を没収された上、米沢から岩出山に移転させられ、代わって会津地方は蒲生氏郷に、次いで上杉氏の統治下に置かれた。

### 福島県成立後
明治時代には、鶴岡県（庄内地方）や山形県を経て転任した三島通庸が福島県令となり、自由民権運動では会津地方と中通りが「民権派政治家vs明治政府」の舞台となった。自由民権運動下の会津地方を象徴する出来事として、会津三方道路が有名である。
豪雪地であることから、20世紀前半には、会津地方内にダムや水力発電所が建設された。第二次大戦後には日本発送電の分割により、東北電力と東京電力の両社が建設・保有することとなった。会津地方の水力発電所として、東北電力の宮下水力発電所、東京電力の小野川水力発電所などが代表的である。

## 地域

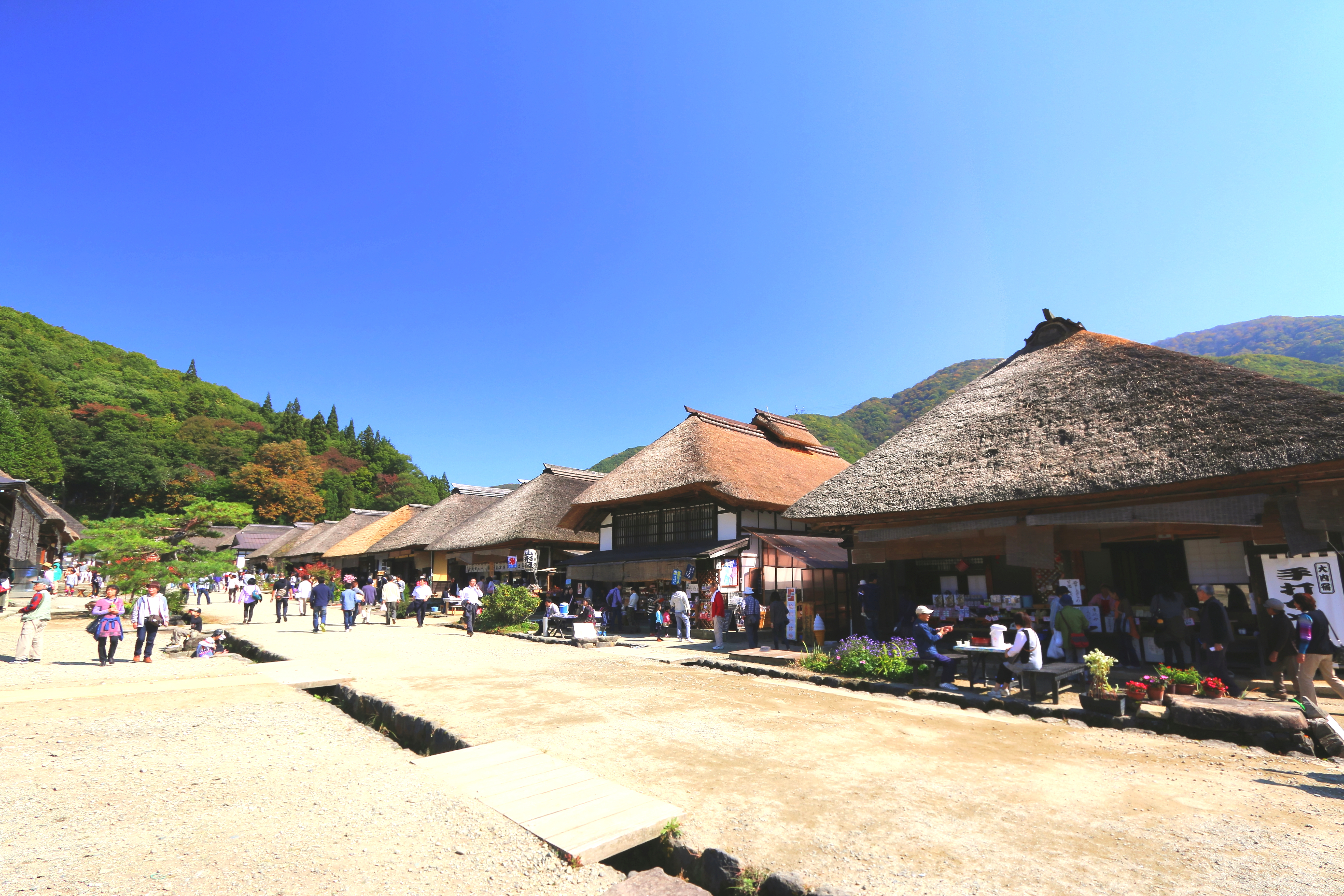
大内宿

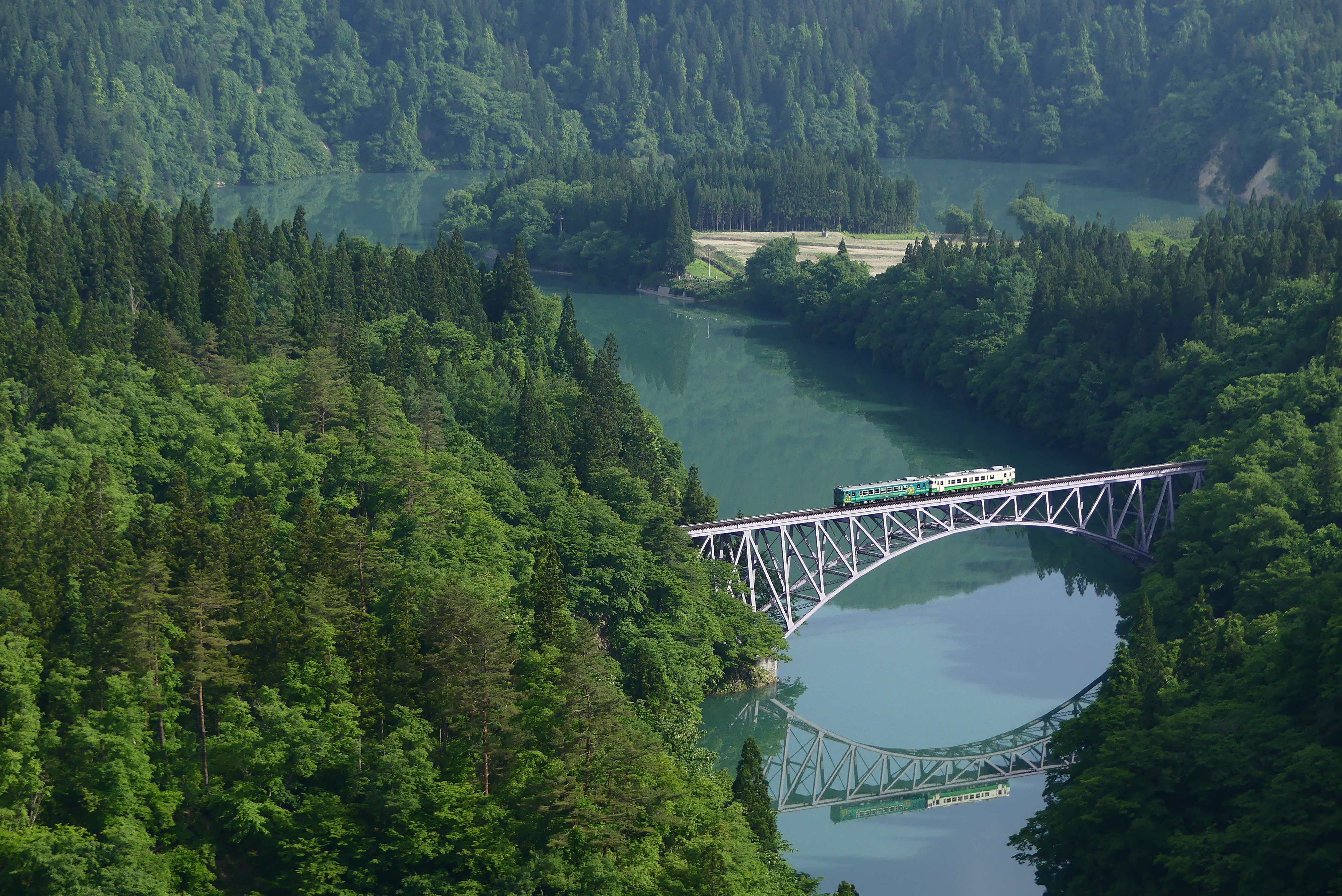
只見川と只見線

観光ガイド形式に、会津地方をJR磐越西線沿線、会津鉄道会津線沿線（会津高原）、JR只見線沿線の3つのエリアに分けて、順に紹介する。冬には、積雪により峠付近が通行止めになる道路もあるので、注意を必要とする。

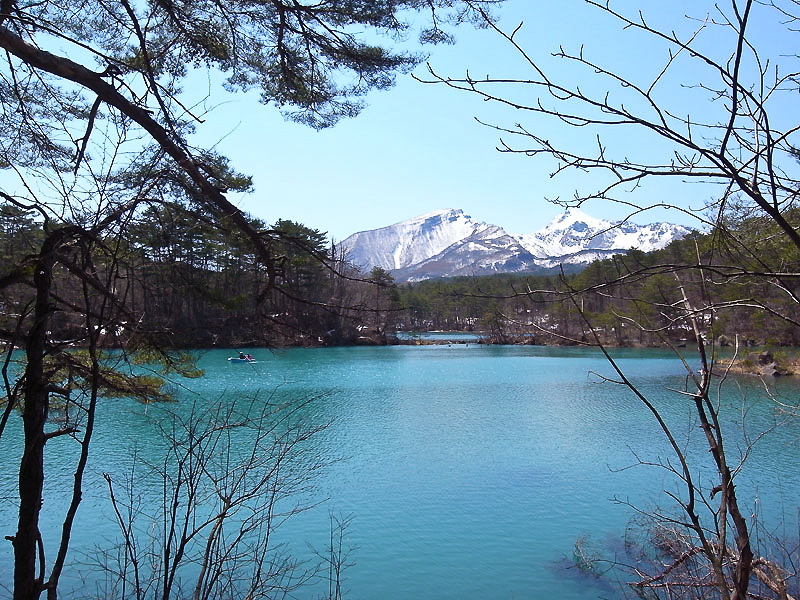
裏磐梯・五色沼

JR磐越西線沿線
磐越西線で郡山方面から入り、中山峠を越えると上戸駅付近で左手に猪苗代湖を望むことができる。夏は臨時の猪苗代湖畔駅が志田浜脇に開業する（営業時期に注意）。右手前方に磐梯山が見えて来ると、そこは磐梯朝日国立公園の玄関・猪苗代町である。ここより北へ進むと北塩原村（通称：裏磐梯）があり、国道459号を通って磐梯高原の中心・剣ヶ峰を経由し、喜多方市へ抜けることもできる。線路はやがて下り坂に入り、会津盆地が右に左に見え隠れするようになると、慧日寺（えにちじ）跡がある磐梯町になる。そして次は会津若松市。
会津若松では、国道49号と国道121号が交差しており、古くから会津地方の中心地である。シンボルのように若松城（鶴ヶ城）がそびえ、東には白虎隊の悲劇の舞台である飯盛山を望むことができる。会津若松駅を折り返すように新潟方面に向かうと、すぐに一面田園が広がって会津盆地のヘソともいうべき湯川村になり、勝常寺がある。日橋川を渡ると喜多方ラーメンや国の重要文化財「長床」（新宮熊野神社）で有名な蔵の町・喜多方市に入っていく。ここから先、線路は阿賀野川沿いを進み、新潟県と接する西会津町の玄関・野沢駅となり、大山祇神社や、会津ころり三観音の一つ・鳥追観音（如法寺）、名勝「銚子の口」がある。
会津鉄道会津線沿線（会津高原）
西若松駅で分岐して南へ向かうと、渓谷が狭まり、芦ノ牧温泉や下郷町の湯野上温泉と続く。大内宿や名勝「塔のへつり」も近い。そして中心地は南会津町の旧田島町。田島では、国道121号・国道289号・国道352号・国道400号が交差し、日光国立公園や尾瀬へのアクセス点にもなっている。祭では、会津田島祇園祭が知られる。日光や塩原からのアクセスも良く、新宿・浅草方面からの特急列車と快速列車を利用すれば、3時間強程度である。さらにここから国道400号を北西方向に進むと「からむし織の里」昭和村があり、金山町へ抜けることができる。
JR只見線沿線
只見線に沿って行くと、まずは会津美里町。会津本郷焼で有名な会津本郷駅、伊佐須美神社のある会津高田駅、会津ころり三観音の一つ・中田観音（弘安寺）のある根岸駅と続く。次は会津坂下町。玄関は会津坂下駅で、駅前に同町出身の春日八郎のブロンズ像がある。会津坂下は、国道49号と国道252号の分岐点でもある。線路は山に差し掛かり、会津ころり三観音の最後の一つ・立木観音（恵隆寺）がある塔寺駅を過ぎた辺りから、只見川沿いを進むようになり、ここからは奥会津と呼ばれる。
その奥会津の最初は柳津町の玄関・会津柳津駅。ここは、版画家の斎藤清美術館、福満虚空蔵尊圓蔵寺と「あわまんじゅう」が有名。次が三島町で、玄関は会津宮下駅。ここは「会津桐」など伝統工芸の里である。その次は金山町で、玄関は会津川口駅。すぐ脇が只見川でたいへん風光明媚、近くには火山カルデラの沼沢湖がある。最西は只見町で、国道252号と国道289号が交差している。越後三山只見国定公園の入口になっているほか、日光国立公園や尾瀬の福島県側のもう一つの入口である。
冬の豪雪期には、国道252号の小出寄りが不通となり、只見線が唯一の交通手段となる時もある。この豊富な只見川の雪解け水を利用して電源開発が行われており、日本屈指の奥只見ダムや田子倉ダムなどがあり、水力発電所も至る所にある。さらに只見川の支流伊南川に沿って、国道289号、国道401号、国道352号を遡れば、旧南郷村、旧伊南村を経由し、文字通りの秘境・檜枝岐村になる。ここは檜枝岐歌舞伎が有名で、尾瀬沼や燧ヶ岳への登山口「沼山峠」がある。

### 広域行政圏

福島県の地域区分図

会津地方振興局管内
人口：261,955人（2010年国勢調査）
- 喜多方広域行政圏
  - 喜多方市
  - 耶麻郡（磐梯町と猪苗代町は会津若松広域行政圏）
    - 北塩原村 - 西会津町
- 会津若松広域行政圏
  - 会津若松市
  - 耶麻郡（北塩原村と西会津町は喜多方広域行政圏）
    - 磐梯町 - 猪苗代町

  - 河沼郡
    - 会津坂下町 - 湯川村 - 柳津町

  - 大沼郡
    - 三島町 - 金山町 - 昭和村 - 会津美里町

南会津地方振興局管内
人口：29,883人（2010年国勢調査）
- 南会津広域行政圏
  - 南会津郡
    - 下郷町 - 檜枝岐村 - 只見町 - 南会津町

### 都市圏
一般的な都市圏の定義については「都市圏」を参照
都市雇用圏（10% 通勤圏）の変遷
- 10% 通勤圏に入っていない自治体は、各統計年の欄で灰色かつ「-」で示す。

| 自治体 ('80) | 1980年                     | 1990年                     | 1995年                     | 2000年                     | 2005年                     | 2010年                     | 自治体 （現在） | 広域圏              |
| ------------ | -------------------------- | -------------------------- | -------------------------- | -------------------------- | -------------------------- | -------------------------- | --------------- | ------------------- |
| 西会津町     | -                          | -                          | -                          | -                          | -                          | -                          | 西会津町        | 喜多方 広域行政圏   |
| 高郷村       | -                          | -                          | 喜多方 都市圏 6万3413人    | -                          | 会津若松 都市圏 24万6056人 | 会津若松 都市圏 23万2992人 | 喜多方市        | 喜多方 広域行政圏   |
| 北塩原村     | 喜多方 都市圏 4万5780人    | 喜多方 都市圏 6万0818人    | 喜多方 都市圏 6万3413人    | 喜多方 都市圏 5万9701人    | 会津若松 都市圏 24万6056人 | 会津若松 都市圏 23万2992人 | 北塩原村        | 喜多方 広域行政圏   |
| 熱塩加納村   | 喜多方 都市圏 4万5780人    | 喜多方 都市圏 6万0818人    | 喜多方 都市圏 6万3413人    | 喜多方 都市圏 5万9701人    | 会津若松 都市圏 24万6056人 | 会津若松 都市圏 23万2992人 | 喜多方市        | 喜多方 広域行政圏   |
| 喜多方市     | 喜多方 都市圏 4万5780人    | 喜多方 都市圏 6万0818人    | 喜多方 都市圏 6万3413人    | 喜多方 都市圏 5万9701人    | 会津若松 都市圏 24万6056人 | 会津若松 都市圏 23万2992人 | 喜多方市        | 喜多方 広域行政圏   |
| 山都町       | -                          | 喜多方 都市圏 6万0818人    | 喜多方 都市圏 6万3413人    | 喜多方 都市圏 5万9701人    | 会津若松 都市圏 24万6056人 | 会津若松 都市圏 23万2992人 | 喜多方市        | 喜多方 広域行政圏   |
| 塩川町       | 会津若松 都市圏 19万7672人 | 喜多方 都市圏 6万0818人    | 喜多方 都市圏 6万3413人    | 喜多方 都市圏 5万9701人    | 会津若松 都市圏 24万6056人 | 会津若松 都市圏 23万2992人 | 喜多方市        | 喜多方 広域行政圏   |
| 磐梯町       | 会津若松 都市圏 19万7672人 | 会津若松 都市圏 19万7213人 | 会津若松 都市圏 19万7316人 | 会津若松 都市圏 18万8686人 | 会津若松 都市圏 24万6056人 | 会津若松 都市圏 23万2992人 | 磐梯町          | 会津若松 広域行政圏 |
| 河東町       | 会津若松 都市圏 19万7672人 | 会津若松 都市圏 19万7213人 | 会津若松 都市圏 19万7316人 | 会津若松 都市圏 18万8686人 | 会津若松 都市圏 24万6056人 | 会津若松 都市圏 23万2992人 | 会津若松市      | 会津若松 広域行政圏 |
| 会津若松市   | 会津若松 都市圏 19万7672人 | 会津若松 都市圏 19万7213人 | 会津若松 都市圏 19万7316人 | 会津若松 都市圏 18万8686人 | 会津若松 都市圏 24万6056人 | 会津若松 都市圏 23万2992人 | 会津若松市      | 会津若松 広域行政圏 |
| 北会津村     | 会津若松 都市圏 19万7672人 | 会津若松 都市圏 19万7213人 | 会津若松 都市圏 19万7316人 | 会津若松 都市圏 18万8686人 | 会津若松 都市圏 24万6056人 | 会津若松 都市圏 23万2992人 | 会津若松市      | 会津若松 広域行政圏 |
| 湯川村       | 会津若松 都市圏 19万7672人 | 会津若松 都市圏 19万7213人 | 会津若松 都市圏 19万7316人 | 会津若松 都市圏 18万8686人 | 会津若松 都市圏 24万6056人 | 会津若松 都市圏 23万2992人 | 湯川村          | 会津若松 広域行政圏 |
| 会津坂下町   | 会津若松 都市圏 19万7672人 | 会津若松 都市圏 19万7213人 | 会津若松 都市圏 19万7316人 | 会津若松 都市圏 18万8686人 | 会津若松 都市圏 24万6056人 | 会津若松 都市圏 23万2992人 | 会津坂下町      | 会津若松 広域行政圏 |
| 会津高田町   | 会津若松 都市圏 19万7672人 | 会津若松 都市圏 19万7213人 | 会津若松 都市圏 19万7316人 | 会津若松 都市圏 18万8686人 | 会津若松 都市圏 24万6056人 | 会津若松 都市圏 23万2992人 | 会津美里町      | 会津若松 広域行政圏 |
| 本郷町       | 会津若松 都市圏 19万7672人 | 会津若松 都市圏 19万7213人 | 会津若松 都市圏 19万7316人 | 会津若松 都市圏 18万8686人 | 会津若松 都市圏 24万6056人 | 会津若松 都市圏 23万2992人 | 会津美里町      | 会津若松 広域行政圏 |
| 新鶴村       | 会津若松 都市圏 19万7672人 | 会津若松 都市圏 19万7213人 | 会津若松 都市圏 19万7316人 | 会津若松 都市圏 18万8686人 | 会津若松 都市圏 24万6056人 | 会津若松 都市圏 23万2992人 | 会津美里町      | 会津若松 広域行政圏 |
| 柳津町       | -                          | 会津若松 都市圏 19万7213人 | 会津若松 都市圏 19万7316人 | -                          | 会津若松 都市圏 24万6056人 | 会津若松 都市圏 23万2992人 | 柳津町          | 会津若松 広域行政圏 |
| 猪苗代町     | -                          | -                          | -                          | -                          | -                          | -                          | 猪苗代町        | 会津若松 広域行政圏 |
| 三島町       | -                          | -                          | -                          | -                          | -                          | -                          | 三島町          | 会津若松 広域行政圏 |
| 金山町       | -                          | -                          | -                          | -                          | -                          | -                          | 金山町          | 会津若松 広域行政圏 |
| 昭和村       | -                          | -                          | -                          | -                          | -                          | -                          | 昭和村          | 会津若松 広域行政圏 |
| 下郷町       | -                          | -                          | -                          | -                          | -                          | -                          | 下郷町          | 南会津 広域行政圏   |
| 檜枝岐村     | -                          | -                          | -                          | -                          | -                          | -                          | 檜枝岐村        | 南会津 広域行政圏   |
| 只見町       | -                          | -                          | -                          | -                          | -                          | -                          | 只見町          | 南会津 広域行政圏   |
| 田島町       | -                          | -                          | -                          | -                          | -                          | -                          | 南会津町        | 南会津 広域行政圏   |
| 舘岩村       | -                          | -                          | -                          | -                          | -                          | -                          | 南会津町        | 南会津 広域行政圏   |
| 伊南村       | -                          | -                          | -                          | -                          | -                          | -                          | 南会津町        | 南会津 広域行政圏   |
| 南郷村       | -                          | -                          | -                          | -                          | -                          | -                          | 南会津町        | 南会津 広域行政圏   |

- 1992年4月1日：本郷町が会津本郷町に改称した。
- 2004年11月1日：会津若松市が北会津郡北会津村を編入合併した。
- 2005年10月1日：大沼郡会津高田町、会津本郷町、新鶴村が合併して会津美里町となった。
- 2005年11月1日：会津若松市が河沼郡河東町を編入した。
- 2006年1月4日：（旧）喜多方市、耶麻郡熱塩加納村、山都町、塩川町、高郷村が合併し、（現）喜多方市が発足した。
- 2006年3月20日：南会津郡田島町、舘岩村、伊南村、南郷村が新設合併し、南会津町となった。

#### 生活圏間流動
国土交通省の「全国幹線旅客純流動調査」の生活圏間流動において、会津地方を出発地とする目的地は以下のようになっている。ただし、同調査では同じ都道府県内の生活圏へのデータがないため、それらを除く。
- 207地域生活圏 (PDF) （2006年3月末現在）
- 東北地方は白地、関東地方は「■」、それ以外は「■」。

出発地：会津
| 順 | 目的地   | 万人/年 |
| -- | -------- | ------- |
| 1  | 新潟     | 88.7    |
| 2  | 宇都宮   | 70.8    |
| 3  | 仙台     | 66.2    |
| 4  | 那須     | 57.4    |
| 5  | 米沢     | 44.6    |
| 6  | 東京23区 | 34.1    |
| 7  | 日光     | 32.4    |
| 8  | 浦和     | 25.7    |
| 9  | 長岡     | 19.9    |
| 10 | 相模原   | 19.7    |

居住地：会津
| 順 | 旅行先   | 万人/年 |
| -- | -------- | ------- |
| 1  | 米沢     | 29.0    |
| 2  | 東京23区 | 20.9    |
| 3  | 仙台     | 18.6    |
| 4  | 新潟     | 7.0     |
| 5  | 浦和     | 4.7     |
| 6  | 船橋     | 4.2     |
| 7  | 日光     | 4.0     |
| 8  | 多摩     | 3.2     |
| 9  | 那須     | 2.6     |
| 10 | 庄内     | 2.5     |

### 選挙区
国政選挙では、会津地方だけで衆議院小選挙区（福島県第4区）を構成していたが、2017年の法改正で中通りにある西白河郡西郷村が加わった。

## 交通

### 鉄道
- 東日本旅客鉄道
  - 磐越西線
  - 只見線
- 会津鉄道
  - 会津線

会津ぐるっとカード - エリア内の鉄道・バスに2日間自由に乗降できる。

### 主な道路
- 磐越自動車道
- 会津縦貫北道路

- 国道49号
- 国道118号
- 国道121号
- 国道252号

- 国道289号
- 国道400号
- 国道401号
- 国道459号

### 高速バス
- 会津若松 - 新潟線（新潟県の県外線で唯一新潟県内高速バス共通カードが利用できる）
- 会津若松 - 郡山 - いわき線
- 福島 - 会津若松線
- 仙台 - 会津若松線
- 夢街道会津号（会津若松 - 東京、新宿、TDL線）

### 道の駅
- 道の駅たじま
- 道の駅喜多の郷
- 道の駅裏磐梯
- 道の駅会津柳津
- 道の駅にしあいづ
- 道の駅尾瀬街道みしま宿
- 道の駅しもごう
- 道の駅ばんだい
- 道の駅番屋
- 道の駅きらら289
- 道の駅奥会津かねやま
- 道の駅あいづ 湯川・会津坂下
- 道の駅からむし織の里しょうわ
- 道の駅猪苗代
- 道の駅尾瀬檜枝岐

## メディア
コミュニティ放送のFMラジオ局が2局ある。
- エフエム会津（会津若松）
- 喜多方シティエフエム

## 著名な出身者

### 政治・行政・司法
- 西郷頼母 （幕末の会津藩家老）
- 秋月悌次郎 （幕末の会津藩士、教育者）
- 梶原平馬 （幕末の会津藩家老）
- 佐川官兵衛 （幕末の会津藩家老）
- 神保修理 （幕末の会津藩軍事奉行添役）
- 山本覚馬 （幕末の会津藩士）
- 山川浩 （幕末の会津藩家老、陸軍少将、貴族院議員）
- 飯沼一省（内務次官、東京都長官、会津会会長）
- 池上四郎（朝鮮総督府政務総監、大阪市長）
- 石塚英蔵（台湾総督、枢密顧問官）
- 伊東正義 （政治家、外務大臣・内閣官房長官）
- 大島破竹郎（佐賀県知事、高知県知事、郡山市長）
- 柏村信雄（警察庁長官）
- 川島廣守 （内閣官房副長官、プロ野球コミッショナー、会津会会長）
- 北原雅長（長崎市長）
- 日下義雄（福島県知事、長崎県知事）
- 佐藤正俊（香川県知事、山梨県知事、名古屋市長）
- 高野源進 （山梨県知事、広島県知事、警視総監）
- 西川鉄次郎（白虎隊士、大審院判事）
- 丹羽七郎（内務次官）
- 廣澤辨二（衆議院議員、東京獣医学校校長）
- 三淵忠彦 （初代最高裁判所長官）
- 小池達哉（弁護士、日本弁護士連合会副会長）
- 金田利雄（新鶴村長・福島協和信用組合理事長）

### 外交官
- 赤羽四郎（スペイン公使）
- 斎藤良衛（通商局長、会津短大初代学長）
- 林権助 （駐英大使、枢密顧問官）
- 松平恒雄（宮内大臣、参議院議長）
- 柳澤健（詩人）
- 野口雅昭 （外交官）

### 軍事
- 畑俊六 （元帥陸軍大将）
- 柴五郎 （陸軍大将）
- 畑英太郎 （陸軍大将）
- 西義一 （陸軍大将）
- 芳賀栄次郎（陸軍軍医総監）
- 両角三郎（陸軍中将、稚松会会長）
- 横山勇（陸軍中将、第16方面軍司令官）
- 奥田重栄（陸軍少将）
- 樋口喜吉（陸軍少将、稚松会副会長）
- 藤井重郎（陸軍少将、満州国陸軍中将）
- 松江豊寿（陸軍少将、坂東捕虜収容所長）
- 簗瀬真琴（陸軍少将、会津三家簗瀬家出身）
- 町野武馬（陸軍大佐、張作霖顧問）
- 藁谷勇三郎 （陸軍大佐、稚松会設立）
- 猪俣甚弥（陸軍少佐、皇統護持作戦）
- 長谷川戍吉（陸軍騎兵少佐、長谷川挺進隊長）
- 丹羽五郎（抜刀隊小隊長）
- 渋川善助（二・二六事件）
- 出羽重遠 （海軍大将）
- 角田秀松（海軍中将、常備艦隊司令長官）
- 下平英太郎（海軍少将、稚松会副会長）
- 常盤盛衛（海軍少将、稚松会副会長）
- 雪下勝美（海軍少将、戦艦「長門」艦長）
- 片桐酉次郎（海軍主計大監、衆議院議員）
- 和田幸次郎（海軍大佐）
- 草刈英治（海軍少佐、自決）
- 雪下熊之助（海軍少尉補）
- 上崎辰次郎（海軍上等兵曹、自決）

### 学術・教育・文芸
- 山川健次郎 （東京帝国大学総長・京都帝国大学総長・九州帝国大学総長）
- 山川二葉（女子教育者）
- 井深梶之助（明治学院総理）
- 高嶺秀夫（教育学者、東京高等師範学校校長）
- 新島八重（同志社大学）
- 小西重直（京都帝国大総長）
- 新城新蔵（京都帝国大総長）
- 大竹多気（米沢高工、桐生高等染織校長）
- 大平善梧（青山学院大学学長）
- 大原光憲（中央大学名誉教授）
- 鎧淳（金沢大学名誉教授）
- 君島八郎（九州帝国大学工学部長）
- 黒河内四郎（土木学会会長）
- 小室直樹（社会学者、経済学者）
- 斎藤常三郎（日本学士院会員、会津短大初代学長）
- 佐藤義長（盛岡高等農林、宇都宮高等農林校長）
- 新城和一（『白樺』同人、法政大学教授）
- 松本信一（大阪医科大学学長）
- 渡部潤一（天文学者）
- 東海散士（小説家、政治家）
- 高瀬善夫（歌人・評論家）
- 若松賤子（言文一致体のパイオニアの一人・小公子の初訳者）
- 西川満（作家）
- 大須賀清光（絵師）
- 長沢節（画家・セツ・モードセミナー創設）
- 笹川ひろし（アニメーション監督・漫画家）
- 有間しのぶ（漫画家）
- 星和男（作曲家・音楽教諭）
- 星洋二（声楽家）
- 佐藤正浩（指揮者）

### 経済
- 赤羽克己（南満州鉄道理事）
- 加藤祐三郎（東北開発副総裁）
- 倉田元治（旭硝子社長）
- 小日山直登（南満州鉄道総裁、運輸大臣）
- 下坂藤太郎（台湾銀行副頭取、日商社長）
- 白井新太郎（駿豆鉄道社長、衆議院議員）
- 星野喜代治（朝鮮銀行副総裁、日本不動産銀行初代頭取、会津会会長）
- 松江春次（南洋興発社長）
- 南清（阪鶴鉄道社長）
- 森俊六郎（南満州鉄道理事、大蔵省理財局長）
- 諸橋友良（ゼビオホールディングス社長）
- 金田利雄（福島協和信用組合理事長、新鶴村長）

### 芸能
- 佐藤慶 （俳優）
- 虎牙光揮 （俳優）
- 保志総一朗 （声優）
- 鈴木美咲 （声優）
- 永峯良 （タレント・レポーター）
- 山口隆 （歌手：サンボマスター、旧・北会津村出身）
- 泉田吉伊 （ギタリスト：FOX LOCO PHANTOM/GOLIATH）
- 長嶺ヤス子 （舞踏家）
- 三遊亭兼好 （落語家）
- 山猿 （歌手アーティスト:旧LGMonkees）

### マスコミ・言論界
- 柳澤秀夫 （NHK記者、ニュースキャスター）
- 塩原恒夫 （元フジテレビアナウンサー）
- 猪俣理恵 （福島放送アナウンサー）
- 小野美希 （テレビユー福島アナウンサー）
- 手塚伸一 （ラジオ福島アナウンサー、旧・河東町出身）

### スポーツ
- 若嶌久三郎 （明治時代の大相撲力士）
- 西郷四郎 （柔道家）
- 和田晋 （剣道家、一刀流溝口派）
- 大八木弘明（陸上競技監督、旧・河東町出身）
- 佐藤敦之 （陸上競技選手）
- 安西秀幸 （陸上競技選手、旧・河東町出身）
- 諸積兼司 （元プロ野球選手）
- 新田祐大 （競輪選手）
- 西巻賢二 （プロ野球選手）

### その他
- 飯沼貞吉 （元白虎隊士）
- 大山捨松 （旧姓山川、山川健次郎東京帝国大総長の妹）
- 馬場祥江 （1956年のミスユニバース日本代表）
- 原実（全国歴史的風土保存連盟名誉会長）
- 保志雄一 （バーテンダー）
- 玉井次郎 （ノンフィクション作家）